# Autophradates (Admiral)

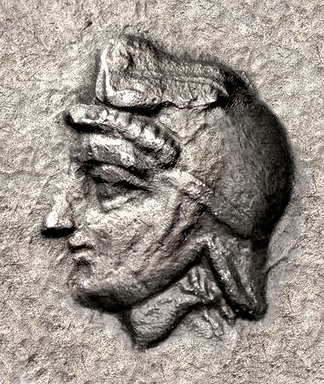
Münze mit Profil, ca. 380-350 v.Chr

Autophradates (altgriechisch Αὐτοφραδάτης; † nach 332 v. Chr.) war ein persischer Flottenkommandant zur Zeit des Einfalls Alexanders des Großen ins Achämenidenreich. Er führte 333/332 v. Chr. erfolgreiche militärische Operationen in der Ägäis durch, doch löste sich seine Flotte nach Alexanders Einmarsch in Syrien und Phönikien und der Gegenoffensive einer neu aufgestellten makedonischen Flotte auf.

## Leben
Der familiäre Hintergrund des Autophradates ist unbekannt. Wahrscheinlich war er mit dem gleichnamigen Satrapen von Lydien verwandt, der diese Funktion in der ersten Hälfte des 4. Jahrhunderts v. Chr. innegehabt hatte.
Autophradates ist wohl mit dem von Polyainos erwähnten gleichnamigen Perser zu identifizieren, der 337/336 v. Chr. eine erfolgreiche Unternehmung gegen Ephesos durchführte, dessen Einwohner ein Bündnis mit dem Makedonenkönig Philipp II. geschlossen hatten, dann aber wieder unter persische Herrschaft gekommen waren. Nach dem Einfall Alexanders des Großen in Kleinasien befehligte Autophradates 333 v. Chr. die in der Ägäis operierende persische Flotte, zu der auch phoinikische Schiffe gehörten, unter dem Oberkommando des griechischen Söldnerführers Memnon von Rhodos. Noch im gleichen Jahr starb Memnon während der Belagerung von Mytilene. Nun führten dessen Nachfolger Pharnabazos und Autophradates die von Memnon begonnene Konteroffensive zur See fort und vollendeten die Eroberung Mytilenes, dessen von Alexander installierte demokratische Verfassung sie zugunsten der Tyrannis beseitigten.
Dann trennte sich Autophradates von dem nach Lykien segelnden Pharnabazos und attackierte weitere ägäische Inseln, doch ist über seine damaligen Operationen zur See nichts bekannt, bis sich ihm Pharnabazos wieder anschloss. Beide sandten den persischen Adligen Datames – vielleicht ein Verwandter des ehemaligen kappadokischen Satrapen Datames – mit zehn Schiffen zur Unterwerfung der Kykladen und segelten selbst mit 100 Kriegsschiffen gegen Tenedos, das kapitulieren und wieder die persischen Herrschaft anerkennen musste. In der Folge stationierten Autophradates und Pharnabazos eine Garnison auf Chios, sandten einen Teil ihrer Flotte nach Kos und Halikarnassos und segelten selbst mit den restlichen Schiffen nach Siphnos. Dort trafen sie den spartanischen König Agis III., der ihre Unterstützung für seinen geplanten Krieg gegen die Makedonen erbat. Zu dieser Zeit erreichte sie die Nachricht von Dareios’ Niederlage in der im November 333 v. Chr. ausgetragenen Schlacht bei Issos. Während Pharnabazos nach Chios zurückkehrte, um dort dem Ausbruch einer befürchteten Revolte vorzubeugen, übergab Autophradates dem Spartanerkönig 30 Talente Silber und zehn Triremen und begab sich nach Halikarnassos, wo sich Agis III. ihm bald wieder anschloss.
Die Erfolge der persischen Flotte hielten nur bis zum Sommer 332 v. Chr. an, als die Makedonen unter Hegelochos und Amphoteros zur See in die Offensive gingen und den Hellespont unter ihre Kontrolle brachten. Die persische Position in der Ägäis brach endgültig zusammen, als Alexander in Phoinikien einmarschierte und dessen Städte sich ihm freiwillig unterwarfen. Dies hatte zur Folge, dass sich 80 phoinikische, 120 zypriotische und je zehn lykische und kilikische Schiffe von der persischen Flotte absetzten und auf die Seite Alexanders übergingen. Somit ihrer Flottenmacht beraubt konnten Pharnabazos und Autophradates der makedonischen Flotte nichts entgegensetzen, die nacheinander Tenedos, Mytilene, Lesbos, Kos und schließlich auch Chios erobern konnte. Autophradates’ weiteres Schicksal ist unbekannt; möglicherweise hat er in Diensten Spartas noch ein Söldnerheer, bestehend aus versprengten persischen Truppen aus Kleinasien, nach Kreta geführt.
Nicht zu verwechseln ist der hier behandelte Autophradates mit seinem Zeitgenossen Autophradates, Satrap der Tapurer und Marder.